# Saint-Julien-sur-Bibost
Saint-Julien-sur-Bibost är en kommun i departementet Rhône i regionen Auvergne-Rhône-Alpes i östra Frankrike. Kommunen ligger i kantonen L'Arbresle som tillhör arrondissementet Lyon. År 2022 hade Saint-Julien-sur-Bibost 605 invånare.

## Befolkningsutveckling
Antalet invånare i kommunen Saint-Julien-sur-Bibost
| Referens: INSEE |